# Gubernatrix cristata
El cardenal amarillo (en Uruguay y Argentina) o gobernador crestado (Gubernatrix cristata) es una especie de ave paseriforme de la familia Thraupidae, la única perteneciente al género Gubernatrix. Anteriormente se clasificaba en la familia Emberizidae. Es nativa del centro este del Cono Sur de América del Sur y se encuentra amenazada de extinción.

## Otros nombres comunes
Se le denomina también cardenal de copete amarillo, cardenal dorado, copetudo amarillo, crestudo amarillo, guirá-tirí o picogrueso crestudo amarillo.

## Distribución y hábitat
Se distribuye en el noreste y centro de Argentina (desde Santa Fe y Corrientes hacia el sur hasta el este del La Pampa y norte de Río Negro), extremo sur de Brasil (suroeste y sureste de Rio Grande do Sul) y Uruguay; antiguamente era más ampliamente diseminado y puede estar extinto en una extensa área del norte de Argentina.
En la actualidad, esta especie es lamentablemente rara y muy localizada en sus hábitats naturales: los arbustales semiabiertos y bosques bajos, hasta los 500 m de altitud.

## Estado de conservación
El cardenal amarillo es calificado como «amenazado de extinción» por la Unión Internacional para la Conservación de la Naturaleza (IUCN) debido a que su población, estimada entre 1000 y 2000 individuos maduros ha sufrido una decadencia muy rápida como consecuencia de la captura para el comercio de aves de jaula, en combinación con la pérdida de hábitat. Las poblaciones remanentes son actualmente pequeñas y fragmentadas.
El cardenal amarillo es apreciado como cantor y ave de jaula. Lamentablemente, su abundancia ha disminuido enormemente en las últimas décadas. El hábitat preferido de matorrales espinosos y bordes de bosques también ha disminuido, pero no al punto de ser totalmente culpado por el declinio de la especie. La verdad puede ser mucho más triste, el cardenal amarillo es una de las pocas aves neotropicales que ha sufrido masiva y negativamente los efectos directos del comercio de aves de jaula. El porqué de esta especie ser tan susceptible no está claro, pero la intensidad de la captura ha sido muy alta por muchas décadas.
Fue declarado monumento natural provincial en la provincia de Entre Ríos, Argentina, mediante el decreto 4933/02 de 2 de diciembre de 2002.

## Descripción

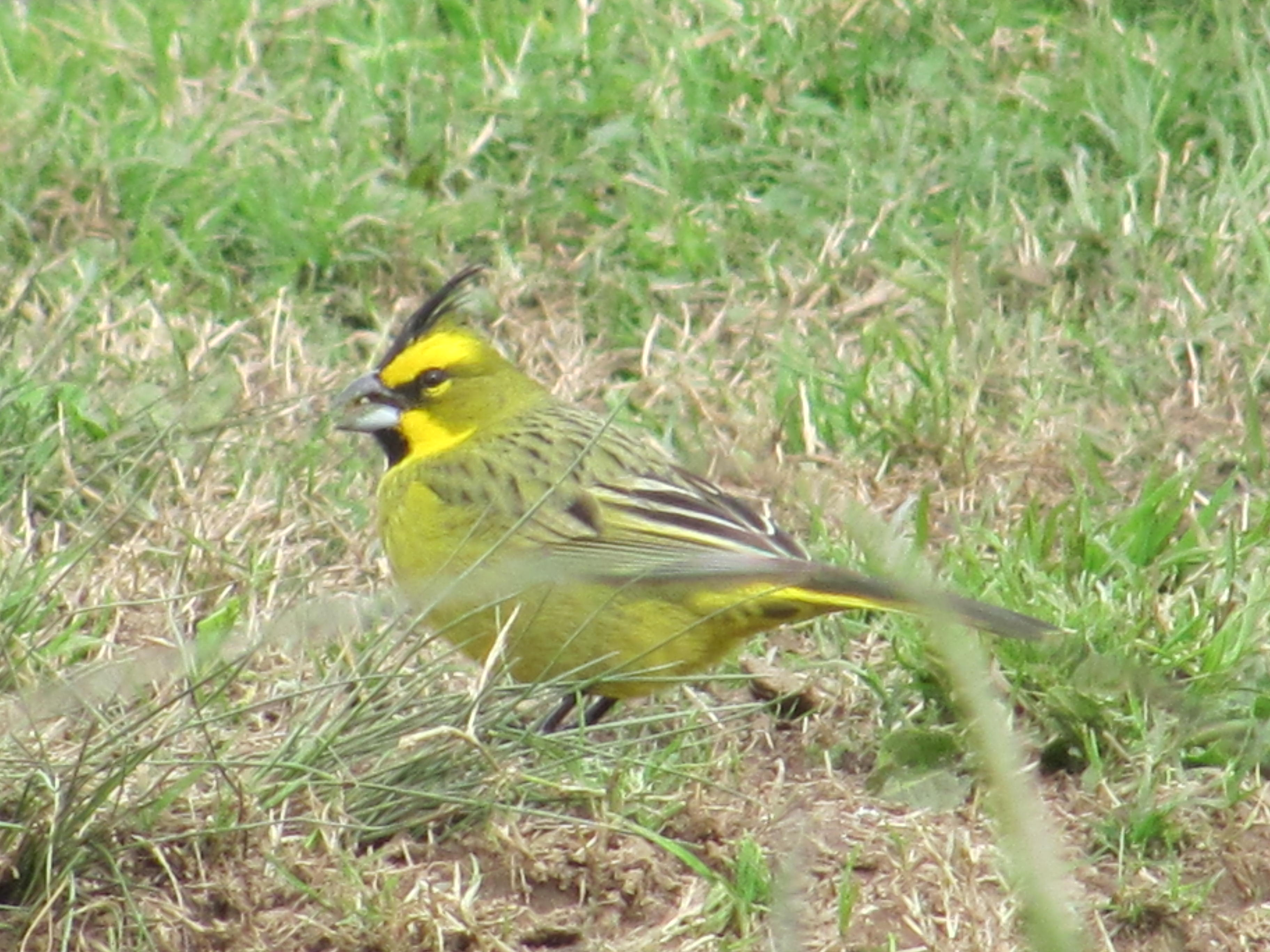
Ejemplar en Uruguay.

Mide 20 cm de longitud. El pico es negro, la base de la mandíbula gris. Las patas negras. El iris es pardo. El macho, muy vistoso, exhibe un copete y garganta negros, el dorso es oliváceo con estrías negruzcas. Las cejas, regiones malares, lados del cuello y parte ventral son amarillos. Las alas son pardas oscuras con las barbas externas orilladas de oliváceo. El borde de las alas y cubiertas internas son amarillos. La cola con las plumas centrales negras, el resto amarillo con el borde externo pardo. La hembra es más apagada por abajo, el copete es pardo. Las cejas amarillas y los auriculares, pecho y flancos grises. El dorso es gris con estrías pardas oscuras. La garganta es parda oscura bordeada de blanquecino. El abdomen es amarillo. Las alas con pardas con ribetes ocráceos y amarillos. Los bordes y cubiertas internas son amarillas. La cola es igual a la del macho.

## Comportamiento
Anda en parejas o pequeños grupos familiares, las bandadas solían ser mayores en la temporada no reproductiva. Se alimenta principalmente en el suelo, algunas veces acompañando al cardenal (Paroaria coronata) y otras aves.

### Alimentación
Su dieta consiste de insectos (coleópteros e himenópteros) y también semillas y frutos.

### Reproducción

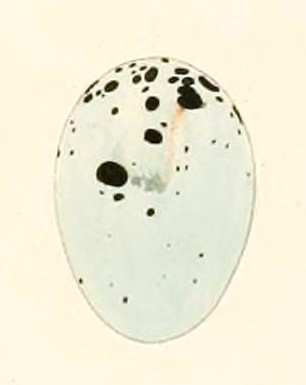
Huevo de Gubernatrix cristata, iluatración de 1847.

La nidificación ocurre entre los meses de octubre y diciembre. El nido, expuesto y elaborado, es una semiesfera o taza hecha con palitos y forrada internamente con pajitas, musgos y cerdas. Es sostenido en ramas a una altura de dos a tres metros. La puesta es de tres huevos, ovoidales, celeste verdosos con pintas, manchitas y rayitas negras distribuidas por toda la superficie, que miden en promedio 25 x 18 mm. Sufre parasitismo de puesta por el tordo renegrido (Molothrus bonariensis) y es víctima de parasitismo por moscas del género Philornis. Se ha registrado hibridación con la diuca (Diuca diuca).

### Vocalización
El canto, sonoro y musical, recuerda al de ciertas monteritas (Poospiza, Microspingus) en el patrón, pero es más rico en calidad. Por ejemplo: «uert, ruii-chiu, suiít? ruii-chiu, suiít?».

## Sistemática

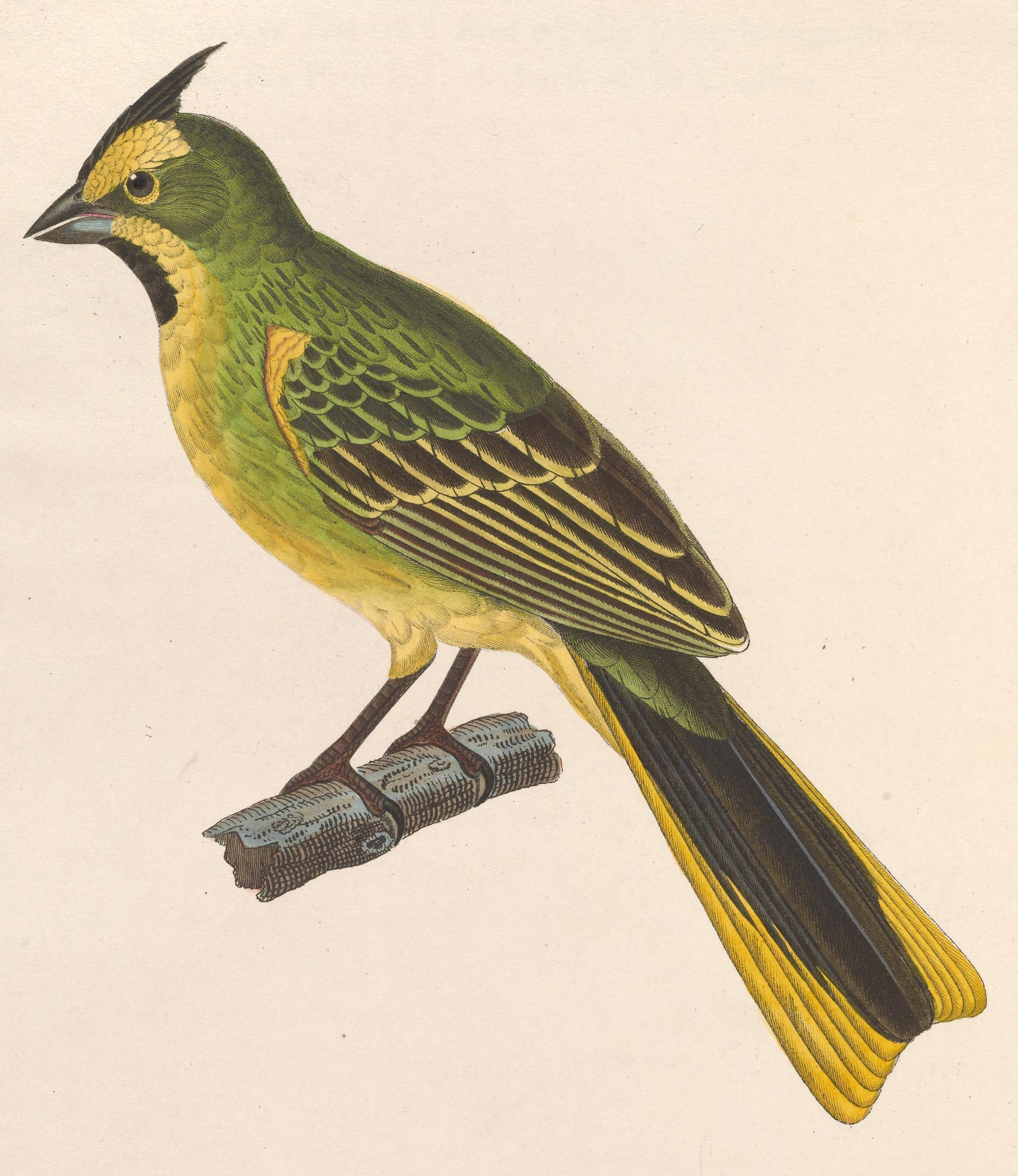
Emberiza gubernatrix, sinónimo de Gubernatrix cristata, macho, ilustración de Huet le Jeune y Prêtre en Temminck Nouveau recueil de planches coloriées d'oiseaux, 1838.

### Descripción original
La especie G. cristata fue descrita por primera vez por el naturalista francés Louis Pierre Vieillot en 1817 bajo el nombre científico Coccothraustes cristata; su localidad tipo es: «Corrientes, Argentina».
El género Gubernatrix fue propuesto por el ornitólogo francés René Primevère Lesson en 1837, exclusivamente para esta especie.

### Etimología
El nombre genérico femenino Gubernatrix proviene del latín y significa ‘gobernante, comandante’, y fue tomado del sínónimo Emberiza gubernatrix Temminck, 1821; y el nombre de la especie «cristata» proviene del latín  «cristatus»: crestado, en referencia al penacho característico de la especie.

### Taxonomía
Durante décadas colocado en la familia Emberizidae y por algunos autores en Cardinalidae, el presente género fue transferido para Thraupidae con base en los estudios genéticos de Campagna et al. 2011. La Propuesta N° 512 al Comité de Clasificación de Sudamérica (SACC) de noviembre de 2011, aprobó la transferencia de diversos géneros (entre los cuales Gubernatrix) de Emberizidae para Thraupidae.
Es monotípica. Los amplios estudios de filogenias completas de grandes conjuntos de especies de la familia Thraupidae basadas en muestreos genéticos de Burns et al. (2014) demostraron que la presente especie es pariente próxima de Diuca diuca y el par formado por ambas es próximo de Neothraupis fasciata, formando un clado con Lophospingus en una gran subfamilia Thraupinae.